# Pobieda (zespół muzyczny)
Pabieda – polski zespół rockowy działający w drugiej połowie lat osiemdziesiątych XX wieku pochodzący z Nowego Stawu. Reaktywowany w 2003 roku wystąpił na Przystanku Woodstock.

## Skład
- Jarek 'Gorcza' Gorczyca – śpiew
- Dobek 'Dobass' Głąb – gitara basowa, śpiew
- Kazik 'Kaz' Szweda – gitara
- Sławek 'Sopel' Sobczyk – gitara
- Grzesiek 'Godzio' Topuszek – perkusja, śpiew
- Mariusz 'Tato' Rosianowski

## Dyskografia
- 1989: Letnia zadyma w środku zimy
- 1991: To jeszcze nie koniec